# Schatz-Walzer
Schatz-Walzer (Valzer del tesoro) op. 418, è un valzer di Johann Strauss (figlio).

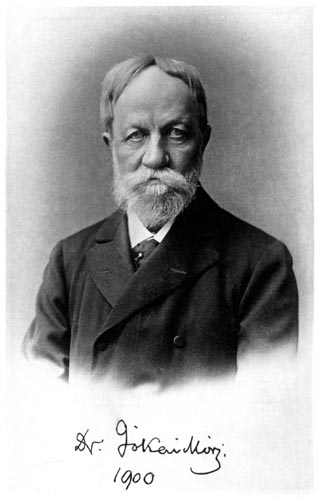
Jókai Mór. Dal suo romanzo Saffi fu tratto il libretto per l'operetta Der Zigeunerbaron.

Fin dai primi anni del 1880 Johann Strauss, che già aveva a suo carico una dozzina di operette, incluse le versioni francesi di Indigo und die vierzig rauber e Die Fledermaus, si sentì pronto e sicuro per addentrarsi nel mondo dell'arte lirica che Strauss aveva sempre guardato con grande ammirazione.
Strauss decise di comporre un'opera con ambientazione ungherese su una giovane zingara, basata sul romanzo Saffi dello scrittore e combattente per l'indipendenza ungherese Jókai Mór (1825-1904). L'autore declinò ogni tentativo di Strauss a scrivere il libretto dell'opera, ma comunque affidò il lavoro ad un altro ungherese, il librettista Ignatz Schnitzer (1839-1921). Il compositore e il librettista lavorarono insieme per due anni e quando l'opera fu finalmente terminata le venne dato il titolo Der Zigeunerbaron (Lo zingaro Barone).
Sebbene inizialmente il lavoro venne immaginato come un'opera per l'Hof-Operntheater, a causa di diversi ostacoli incontrati nel rappresentare Der Zigeunerbaron come opera, il lavoro venne poi ripresentato come operetta e, dopo una disputa sulla gestione dell'operetta fra l'Hof-Operntheater ed il Theater an der Wien, Der Zigeunerbaron ricevette la sua prima trionfante il 24 ottobre 1885 (la vigilia del sessantesimo compleanno del compositore).
Una delle arie di maggiore bellezza dell'operetta è quella che viene cantata da Sándor Barinkay, il giovane esiliato e poi ritornato nella sua casa natale in Ungheria, quando finalmente ritrova il tesoro nascosto molti anni prima dal padre. Insieme a Saffi e Czipra, Barinkay canta il valzer dall'atto 2° Ha, winkt di es di seht, es blinkt es klingt. La melodia in questione rappresenta la parte principale del valzer che Johann Strauss rielaborò sulle melodie della sua operetta e che intitolò Schatz-walzer (valzer del tesoro).
Il compositore stesso diresse per la prima volta in pubblico il suo valzer il 22 novembre 1885 durante un concerto di suo fratello Eduard Strauss nel Musikverein di Vienna. Circa una settimana prima, in maniera ironica, Strauss scrisse al librettista Schnitzer:
(Johann Strauss)

valzer 1